# 天津意租界工部局

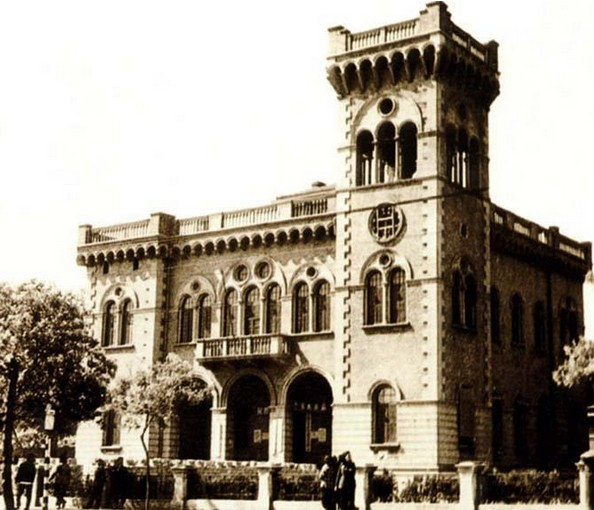
原天津意租界工部局大楼

天津意租界工部局，又称“意国工部局”和“意国衙门”，后改名为“天津意租界市政局”。是设置于天津意租界内的最高行政机构，也是天津意租界董事会的执行机构。成立于1923年，总部设在天津意租界伊曼纽尔三世路（Corso Vittorio Emanuele）（今河北区建国道）与乌第纳亲王道（Via Principe di Udine）（今河北区民生路）交口处的意国领事馆附近。

## 形成
天津意租界成立之初，租界地由意大利王國驻天津的领事馆直接管辖，后来，随着天津意租界里的侨民逐渐增多，租界里的行政管理权逐渐移交给意大利本国的侨民，天津意租界便建立起了自己的行政机构。1923年，天津意租界随天津英租界和天津法租界建立起天津意租界董事会，董事会下设的执行机构为天津意租界工部局。

## 董事会

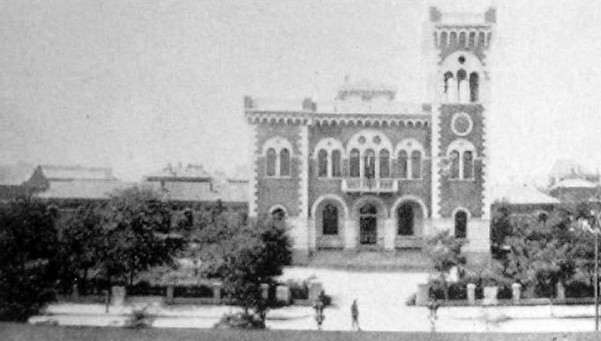
原天津意国工部局全景

天津意租界初设时，界内的所有行政权包括警察权都由意大利政府特派的行政委员来行使。1923年，意大利政府同意将天津意租界作为自治区域并设立其行政机构：天津意租界工部局和天津意租界董事会来管理警察、工程和财政等行政权。天津意租界董事会由居住在天津意租界的中外侨民选举产生，董事会由5人组成，其中必须设有意大利籍侨民3人。此外，天津意租界董事会还设有3名咨议组成附属于天津意租界董事会的咨议委员会，咨议委员会由居住在天津意租界的华人选举后充任。天津意租界董事会的决定如果和意大利政府的政策发生冲突，意大利政府将对其决定享有否决权。1929年，意大利政府颁行《天津意大利租界章程》并设置由意大利外交部任命的市府长官作为天津意租界的最高行政长官。事实上，天津意租界的最高行政长官一直由意大利驻天津总领事兼任。天津意租界董事会只有答复最高行政长官等职责。

## 执行机构
天津意租界工部局是天津意租界行政委员、天津意租界董事会和市府长官行使权力的行政机构。天津意租界工部局设1名秘书，下设三处，分别为：工程处、卫生处和捐务处，这三个处室各设1名处长。其中，工程处设有正、副工程师和工长等人，卫生处设有卫生医官等人。天津意租界工部局不占有天津意租界内的任何公用事业，天津意租界内的水电供应完全从其他天津租界的水电公司获得。

## 工部局大楼
天津意租界工部局大楼是一座意大利文艺复兴风格建筑，为两层砖木混合建筑带地下室，局部三层。高耸的望楼俊秀挺拔，建筑外立面为红砖配以石材，建筑正面设有塔楼，塔楼正中设置一面时钟，定点报时。天津意租界工部局大楼于中华人民共和国成立后的20世纪50年代被拆除，仅留铜匾三块：一块中文铜匾藏于天津博物馆、另两块中文和意文铜匾藏于梁启超饮冰室纪念馆

## 结束
1946年，天津意租界被中华民国国民政府收回。天津意租界工部局宣告结束。